# عبدالله محمدی
عبداله محمدی (۱۲۹۸–۱۳۴۵) بازیگر و کمدین سینما و تئاتر و نمایشنامه‌های رادیویی است. او در سال ۱۳۳۰ به دعوت پرویز خطیبی برای بازی در فیلم دستکش سفید دعوت می‌شود و برای اولین بار اوج استعداد و هنر خویش را در ارائه بازی‌های سینمایی به نمایش می‌گذارد.
عبداله محمدی هنرپیشه سینما، بازیگر تئاتر و اولین گروه دوبله فیلم در تهران است او به همراه هنرپیشگانی همچون تقی ظهوری، مجید محسنی و حمید قنبری وارد بازیگری سینما می‌شود و اوج فعالیت‌های سینمایی او در دهه ۳۰ و دهه ۴۰ است.

## زندگی
عبداله محمدی در ۱۵ بهمن ۱۲۹۸ در تهران زاده شد و تا مقطع دیپلم درس خواند و بخاطر عشق و علاقه به تئاتر و نمایشنامه ادامه تحصیل را رها می‌کند.

## دوبله
عبداله محمدی جزو اولین گروه‌هایی بود که در تهران به همراه پرویز خطیبی اولین فیلم سینمایی خارجی را در ایران دوبله می‌کنند. فیلم سرگذشت ورتر اولین فیلم خارجی بود که دکتر کوشان سعی می‌کنند که در ایران دوبله و صداگذاری کنند بنابراین دکتر کوشان مدیریت دوبله این فیلم را بر عهده پرویز خطیبی می‌گذارد و پرویز خطیبی با استفاده از گروهی از بازیگران آن زمان و همین‌طور استفاده از صدای خانمش زینت مؤدب به جای گویندگی نقش زن فیلم و همین‌طور صدای خودش به جای نقش اصلی فیلم آقای ورتر و استفاده از صدای اکبر مشکین و عبداله محمدی و فرامرز فؤادی و همین‌طور استفاده از خود دکتر کوشان برای گویندگی چند نقش کوتاه دوبله فیلم را در ایران برای اولین بار به سرانجام می‌رسانند. این اولین فیلم خارجی بود که در تهران دوبله شد و در سینما هما به نمایش گذاشته شد. این فیلم به علت داشتن یک سوژه عشقی سنگین زیاد مورد توجه قرار نمی‌گیرد به همین جهت دکتر کوشان تصمیم می‌گیرد فیلمی از لورل و هاردی انتخاب کند که این فیلم بنام عشق هاردی یکی دو ماه بعد از دوبله آماده نمایش می‌شود
در این فیلم پرویز خطیبی به جای هاردی حرف می‌زند و عبداله محمدی به جای لورل و جالب اینکه این دو صدا و به خصوص صدای لورل از جانب تماشاگران پذیرفته می‌شود.

## اولین دوبلور صدای لورل
بنا به گفته پرویز خطیبی عبداله محمدی اولین دوبلور لورل است و خود پرویز خطیبی اولین دوبلور هاردی است.

## فیلم‌شناسی
- آقا موچول (۱۳۴۵)
- پروفسور نخاله (۱۳۴۵)
- حاتم طائی (۱۳۴۵)
- شمسی پهلوان (۱۳۴۵)
- قهرمان دهکده (۱۳۴۵)
- مرخصی اجباری (۱۳۴۴)
- یک پارچه آقا (۱۳۴۴)
- آقای قرن بیستم (۱۳۴۳)
- چهار تا شیطون (۱۳۴۳)
- دختران با معرفت (۱۳۴۳)
- قانون زندگی (۱۳۴۳)
- آقای هفت رنگ (۱۳۴۲)
- دختر کوهستان (۱۳۴۲)
- زن دشمن خطرناکیست (۱۳۴۱)
- عمو نوروز (۱۳۴۰)
- اول هیکل (۱۳۳۹)
- ستارگان می‌درخشند (۱۳۳۹)
- کی به کیه؟ (۱۳۳۹)
- آقا جنی شده (۱۳۳۸)
- آقای اسکناس (۱۳۳۷)
- مادموازل خاله (۱۳۳۶)
- خانه شیاطین (۱۳۳۴)
- قیام پیشه‌وری (۱۳۳۳)
- کینه (۱۳۳۳)
- محکوم به ازدواج (۱۳۳۳)
- حاکم یک روزه (۱۳۳۱)
- زنده باد خاله (۱۳۳۱)
- عمر دوباره (۱۳۳۱)
- دستکش سفید (۱۳۳۰)